# Сан-Хосе (баскетбольный клуб)
«Сан-Хосе» — испанский баскетбольный клуб города Жирона. Играл в высшей испанской лиге в 1989—2008 годах. Наибольших успехов команда добилась в сезонах лиги 2005/06, 2006/07 и 2007/08, также выиграв Кубок Вызова 2007 и дойдя до финала Кубка УЛЕБ 2008. После этого из-за финансовых проблем клуб снялся с чемпионата и Еврокубка 2008/09 годов и был переведён во 2-ю лигу.

## Трофеи
- Кубок Вызова: 2007
- Кубок УЛЕБ: финалист 2008

## Известные игроки
- Деон Томас